# Kjell Widmark
Kjell Widmark, född 4 april 1945, är en svensk före detta professionell ishockeyspelare och ishockeytränare. Hans moderklubb är IFK Luleå där han spelade i femton år mellan 1960 och 1978 och även var tränare under fyra säsonger 1978–1982 (Groko Hockey och Luleå HF). Widmark spelade även tre säsonger i Wifsta/Östrand-Fagerviks IF åren 1963–1966. Efter tiden som tränare i Luleå var Widmark även tränare i Nybro IF dit han kom 1982.